# Direzione del Genio di Verona

Gli ufficiali austriaci dell'I.R. Ufficio Fortificazioni di Verona. Al centro, probabilmente, Andreas Tunkler

La Direzione del Genio di Verona (in tedesco Genie Direction Verona) era un organismo, appartenente alle forze armate dell'Impero austriaco, dislocato nella città di Verona (all'epoca appartenente all'Impero asburgico) nella sede dell'ex convento di Santa Lucia, che si occupò della costruzione e della gestione delle fortificazioni a difesa della zona tra il 1815 e il 1866.

## Periodo storico
In seguito alla fine dell'impero Napoleonico e alla conseguente restaurazione, Verona passò sotto il dominio austriaco insieme al regno Lombardo-Veneto. In seguito alle guerre risorgimentali la città si trovò ad assumere un ruolo di notevole importanza strategica. Verona conobbe così un periodo in cui le fortificazioni alla sua difesa crebbero in un ritmo vertiginoso. 

## L'Ufficio
Per assecondare i piani difensivi della città, voluti dal feldmaresciallo Josef Radetzky, fu istituito il Regio Ufficio per le fortificazioni, costituito da validi ingegneri militari. Oltre alla costruzione di mura, bastioni e fortezze, l'ufficio si occupò anche dell'edificazione di numerosi edifici adibiti al sostentamento della guarnigione presente in città (come ospedali, arsenali, opifici,...) e alla manutenzione e gestione di alcuni apparati logistici (strade militari, sistemi di comunicazione,...).
Uno degli esponenti più importanti dell'ufficio è stato Franz von Scholl, geniale ingegnere militare autore di numerose fortificazioni austriache della prima metà del XIX secolo e residente a Verona fino al 1838, anno della sua morte.
In seguito l'ufficio fu diretto da Conrad Petrasch e da Andreas Tunkler che produsse le fortificazioni più esterne alla città.

## Opere

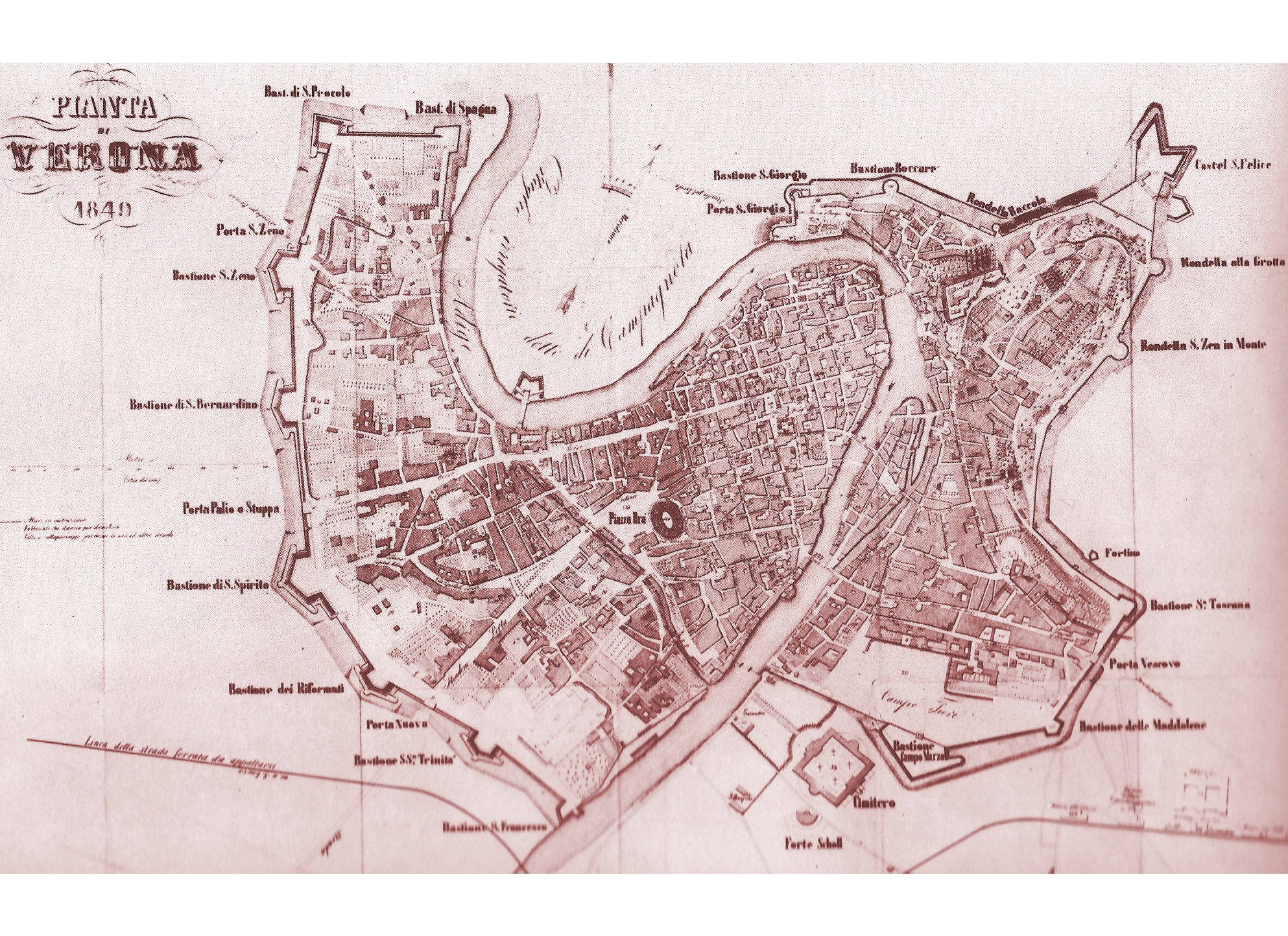
Mappa di Verona nel 1848 con indicate le fortificazioni alla sua difesa

Sono tantissime le opere difensive e logistiche promosse dall'ufficio per la città di Verona. Possiamo citarne alcune delle più importanti:
- Ospedale di Guarnigione di Santo Spirito
- Caserme Erariali del Campone
- Arsenale austriaco Franz Josef I
- Castel San Pietro
- Forte Biondella
- Forti del gruppo di Rivoli e di Pastrengo
- Forte Chievo